# Fregatthavslöpare
Fregatthavslöpare eller fregattstormsvala (Pelagodroma marina) är en fågel i familjen havslöpare inom ordningen stormfåglar. Den placeras som enda art i släktet Pelagodroma. 

## Utseende
Fregatthavslöparen är 19-21 cm lång med en vingbredd på 41-44 scm. Ovansidan är blekbrun till grå med svarta vingpennor. Undersidan är vit och har, olikt andra stormsvalor i Nordatlanten, ett vitt ansikte med en svart mask över ögat, påminnande om en simsnäppas vinterdräkt. Det karakteristiska utseendet gör att den är relativt lätt att identifiera.

## Utbredning och systematik
Fregatthavslöparen häckar i kolonier på öar i tropiska och subtropiska vatten i Atlanten, Indiska Oceanen och Stilla havet. Den lever stora delar av livet pelagiskt men observeras sällan till havs varför dess flyttningsrutter och utbredningsområde är dåligt kända. De uppträder dock pelagiskt i Indiska Oceanen, främst Arabiska havet, och i Stilla havet österut till vattnen utanför Ecuador och Peru.

### Underarter
Fregatthavslöparen delas in i sex underarter med olika häckplatser:
- P. m. hypoleuca – Selvagensöarna i Nordatlanten
- P. m. eadesi – Kap Verde
- P. m. marina – Tristan da Cunha och Gough Island
- P. m. dulciae – öar utanför South Australia och Tasmanien
- P. m. maoriana – Stewart Island, Aucklandöarna, Chathamöarna och öar utanför Nya Zeeland
- P. m. albiclunis – Kermadecöarna

## Beteende
Fregatthavslöparen lever strikt pelagiskt utanför häckningstid. I kombination med att dess häckningsplatser är så avlägsna gör att den mycket sällan ses från land. Dess flykt är direkt och glidande. Den trippar på vattenytan när den födosöker.  Fågeln är väldigt social, men följer inte fartyg. Liksom de flesta havslöpare, stormsvalor och petreller har den svårt att gå och kan endast hasande ta sig den korta sträckan till sin bohåla. 

## Häckning
Den placeras sitt bo i jordhålor vilket bara besöks nattetid. Den lägger en kull per häckningssäsong med ett ägg som ruvas i 50-56 dagar och ungen blir flygg efter 52-67 dagar.

## Status och hot
Arten har ett stort utbredningsområde och en stor population, men tros minska i antal till följd av predation från invasiva arter samt exploater. Den minskar dock inte tillräckligt kraftigt för att den ska betraktas som hotad. Internationella naturvårdsunionen IUCN kategoriserar därför arten som livskraftig (LC). Världspopulationen uppskattas till åtminstone fyra miljoner individer varav det i Europa tros häcka 77.800-111.000 par.

## Namn
Tidigare var artens officiella svenska trivialnamn fregattstormsvala, men 2024 valde Birdlife Sveriges taxonomikommitté att justera namnet från stormsvala till havslöpare för att betona att de ej är närbesläktade med stormsvalorna i Hydrobatidae. Likaså har familjenamnet för Oceanitidae ändrats från sydstormsvalor till just havslöpare. Arten har även kallats svartmagad stormsvala.

## Bildgalleri

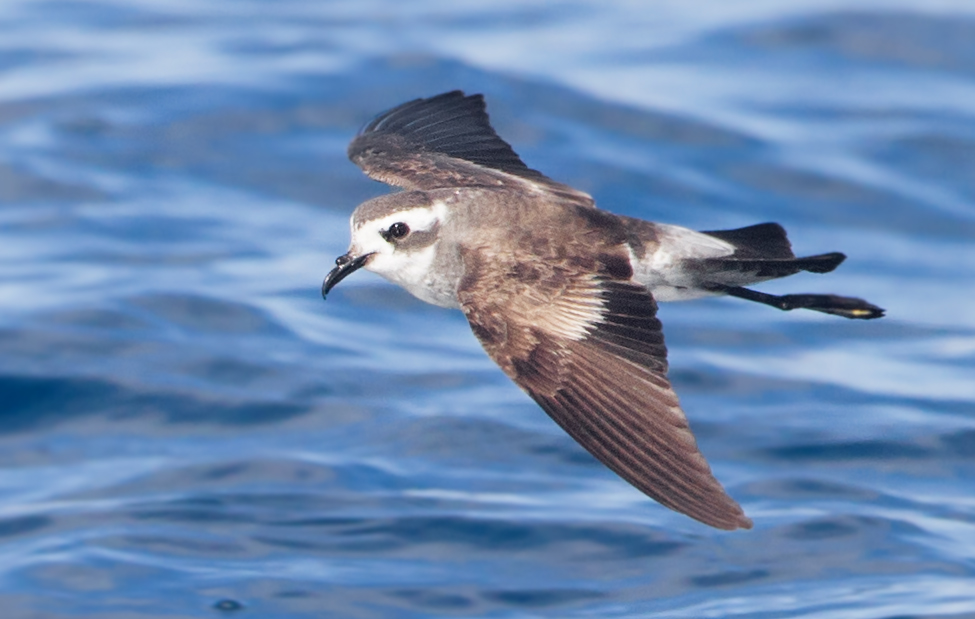
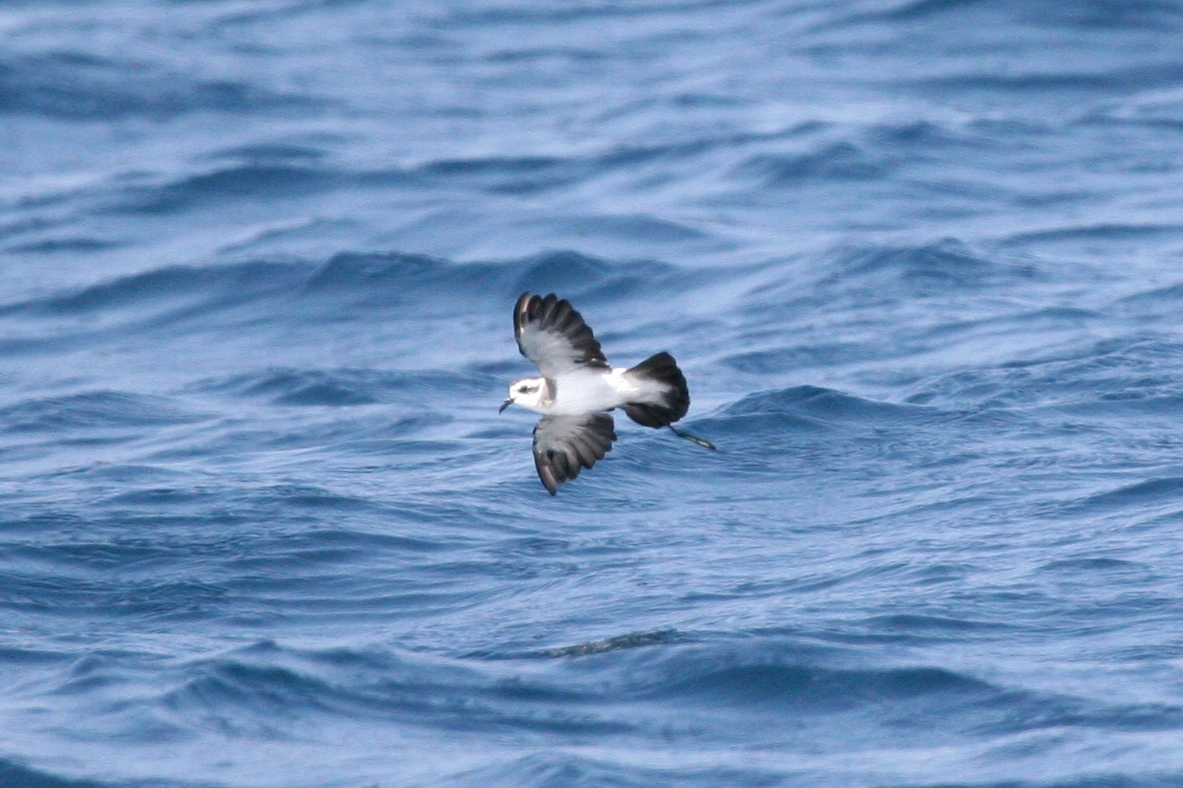
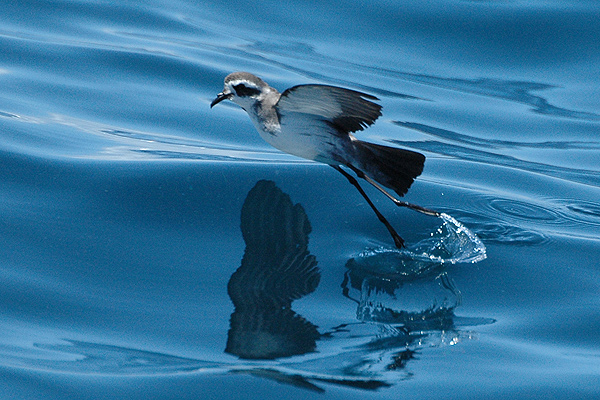
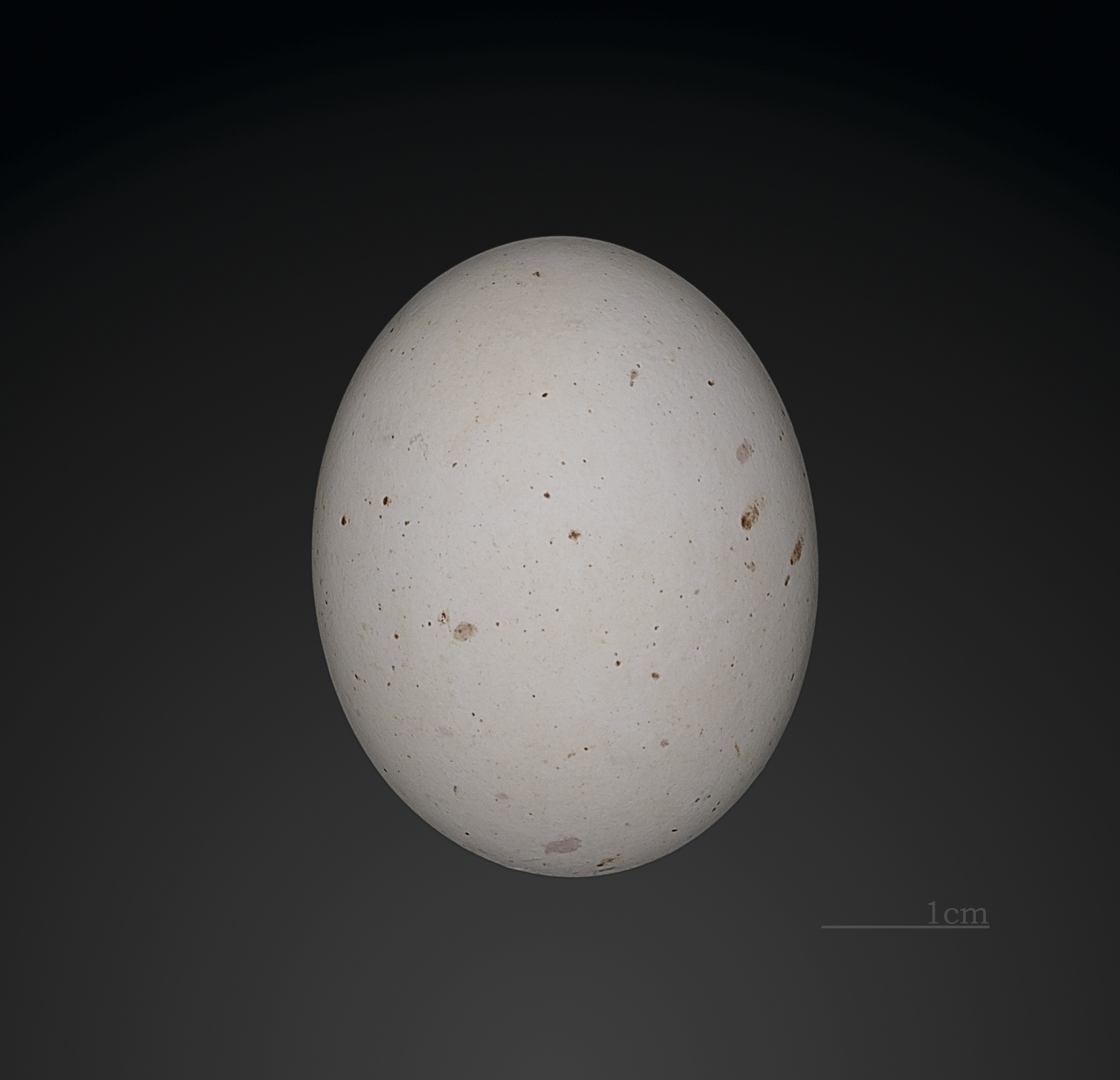